# Noise from the Basement
Noise From The Basement é o primeiro álbum da cantora canadense Skye Sweetnam, lançado em 21 de setembro de 2004.